# Страшни суд (албум)
Страшни суд је трећи студијски албум српског панк рок бенда Џа или Бу. Албум је сниман у током јуна и јула 1995. у студију "О". Бонус пјесме на албуму су са претходних албума Хеј, монари и Спремање рибљег гулаша захтева високу концентрацију

## Списак пјесама
1. Глумац - 3:38
2. Вечна ловишта - 3:46
3. Пророчица Сабљара -  6:33
4. Капетан Рахта-Даба - 6:27
5. Најјачи Само Остају - 3:26
6. Занимљива Географија - 5:43
7. Устани И Крени - 4:52
8. Неки Други Град - 4:50
9. Уради Сам - 2:54
10. Стампедо - 4:48
11. Основна Школа - 5:11
12. Земља Нојева - 7:02

Бонус пјесме
1. Живео Стаљин И Светска Револуција
2. Сећам Се
3. Другови
4. Дуг Је Пут
5. Победа И Пораз